# كريس بيتم
كريس بيتم (بالإنجليزية: Chris Beetem)‏ مواليد 8 أغسطس 1969 في فيلادلفيا، الولايات المتحدة، هو ممثل أمريكي بدأ مسيرته الفنية سنة 1998.

## الأعمال
- بطاريق السيد بوبر
- تل الشجرة الواحدة
- حياة واحدة للعيش
- جاغ
- أز ذا وورلد تيرنز
- سقوط الصقر الأسود

## روابط خارجية
- كريس بيتم على موقع IMDb (الإنجليزية)
- كريس بيتم على موقع ألو سيني (الفرنسية)
- كريس بيتم على موقع أول موفي (الإنجليزية)
- كريس بيتم على موقع قاعدة بيانات الفيلم (الإنجليزية)
- كريس بيتم على موقع كينوبويسك (الروسية)